# Luis García García
Luis García García (Peñaranda de Bracamonte, 1º  maggio 1964) è un ex calciatore spagnolo, di ruolo difensore.

## Carriera

### Club
Ha sempre giocato nel campionato spagnolo.

### Nazionale
Con la maglia della Nazionale ha giocato la sua unica partita nel 1988.